# Salón Petrovsky
El Salón Petrovsky, o pequeño trono, es un salón del Palacio de Invierno creado en 1833 según el proyecto de O. Montferrand dedicado a la memoria de Pedro I.

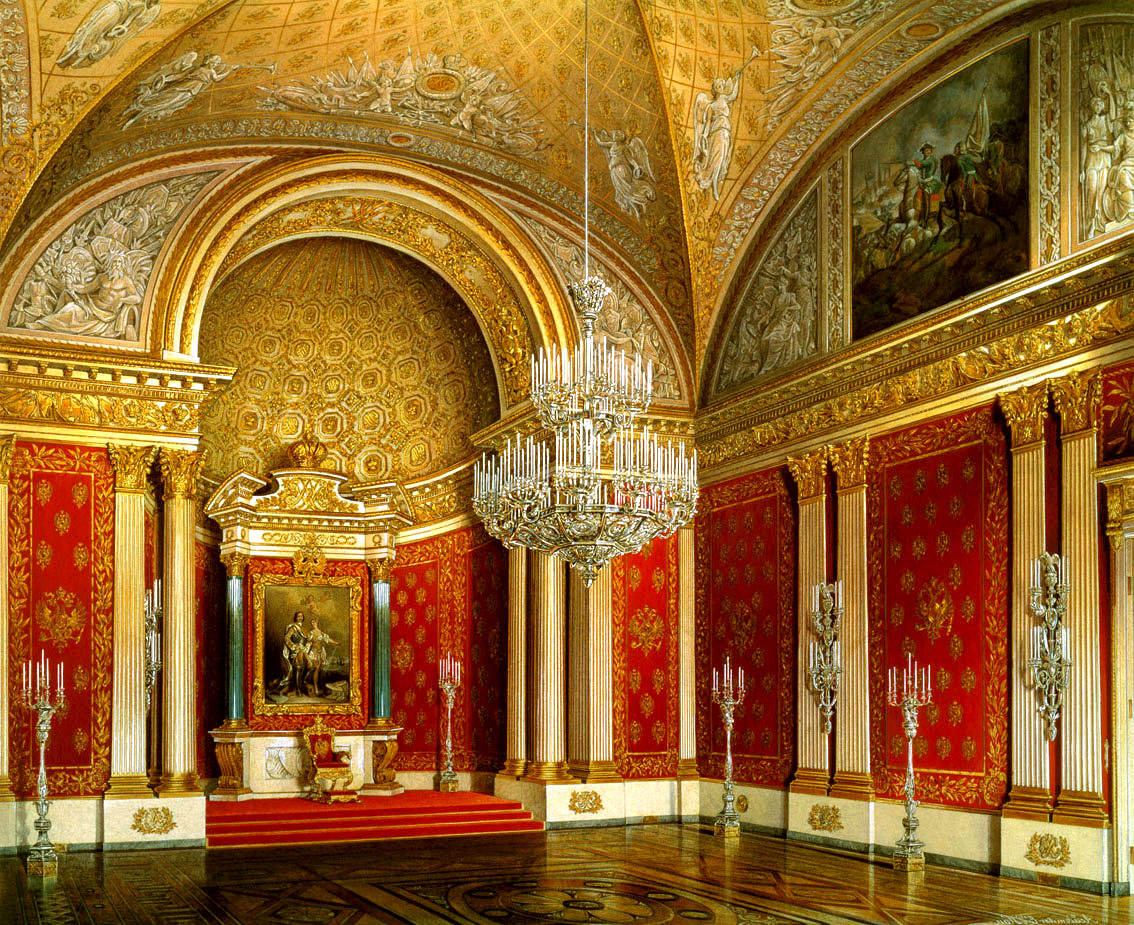
E. P. Gau. Salón de Pedro el Grande (pequeño salón del trono). Acuarela. 332x408. 1863

## Historia
En abril de 1833, O. R. Montferrand comenzó a trabajar en el proyecto de una nueva sala en el sitio de la Sala Cosaca y la Sala Arabesque ubicada en el palacio. El surgimiento de dos nuevos salones ceremoniales (Petrovski y Mariscal de Campo) fue parte del plan de Nicolás I para convertir el Palacio de Invierno en un monumento histórico del período imperial del desarrollo de Rusia. Después de un incendio en 1837, V.P. Stasov lo restauró con cambios menores. Para la tapicería de las paredes, ya no se utilizó rosa, como antes, sino terciopelo “ carmesí ”, sobre el que se clavaron “ águilas doradas en bronce que suman 900”.
El interior de la sala está decorado con el monograma del emperador (dos letras latinas "P"), águilas bicéfalas y coronas. Tras la reforma heráldica de mediados del siglo XIX, se realizaron algunos cambios en la decoración de la sala, la obra se llevó a cabo bajo la dirección de A. Y. Stackenschneider.
El trono de plata (con dorado) se hizo en San Petersburgo a fines del siglo XVIII. Detrás del trono, en el portal monumental hay una pintura del pintor italiano Jacopo Amigoni "Zar Pedro I con la figura alegórica de Gloria, la diosa de la sabiduría Minerva". El cuadro fue pintado después de la muerte de Pedro I en 1725, en el período 1732-1734, para el embajador ruso en Londres, Antioch Cantemir. En la parte superior de las paredes hay lienzos que representan las famosas batallas de la Guerra del Norte: la Batalla de Poltava y la Batalla de Lesnaya (P. Scotty y B. Médicis).
El salón está decorado con paneles de terciopelo de Lyon bordados en plata. En 2018 se llevó a cabo la restauración de bordados y elementos de bronce. Los hilos de plata se han sometido a una limpieza con láser La tela se recreó a partir de muestras supervivientes en la misma fábrica (" Casa Prelle "), donde se fabricó en el siglo XIX. El interior se complementa con platería hecha en San Petersburgo. En el salón hay dos consolas hechas de plata y en las paredes hay apliques de este mismo material, hechos en 1800-1801 por el maestro I. A. Arbusto. Estos elementos, que anteriormente decoraban el Salón del Trono de Maria Feodorovna, se salvaron durante el incendio de 1837.
Entre 1915 y 1917 sala estuvo ocupada por el hospital militar de la Cruz Roja. Aquí las hermanas de la misericordia atendían a los enfermos más graves.

## Arquitectura
Cubierto con una bóveda de crucería, la sala tiene un grandioso nicho semicircular, exedra, diseñado como un arco triunfal. El sofito del arco está decorado con un adorno de estuco dorado con la imagen del monograma latino de Pedro I en el shelyg. En las profundidades de la exedra hay un lugar del trono, un portal en forma de edícula. El portal está flanqueado por columnas monolíticas hechas de jaspe Revnevskaya y se completa con un frontón rasgado. Sobre los paneles de mármol blanco situados a lo largo del perímetro de la sala, se fijan monogramas de bronce dorado de Pedro I rodeados de hojas de laurel. En el centro de cada uno de los 10 paneles de terciopelo de 5,3 m de altura hay grandes águilas de bronce dorado. La composición del panel se complementa con pequeñas águilas, 244 piezas en total, monogramas y un adorno que contiene hojas de laurel, ramas, bayas, lazos (7200 piezas en total).

## Enlaces
- Descripción del Salón Petrovsky (Pequeño Trono) en el sitio web del Hermitage

- Datos: Q4361228
- Multimedia: Hermitage hall 194 - Peter the Great (Small Throne) Room / Q4361228